# Arlöv
Arlöv è una cittadina della Svezia meridionale, situata nella contea di Scania; è il capoluogo amministrativo della municipalità di Burlöv; non è statisticamente definito come una località a sé stante, ma costituisce parte dell'area urbana della vicina città di Malmö.